# Azzo VI d'Este
Azzo VI d'Este (dit Azzolino) (né vers 1170, mort en novembre 1212), fils d'Azzo V d'Este et petit-fils d'Obizzo I d'Este, est un membre de la Maison d'Este, influente famille nobiliaire active dans le nord de l'Italie. Très implanté dans la marche de Trévise, à Vérone, à Padoue et à Ferrare, il consolide et développe le pouvoir et les possessions de ses prédécesseurs, ouvrant la voie à une dynastie qui jouera un rôle central dans les équilibres politiques de l'Italie du nord dans les siècles suivants.

## Arrivée au pouvoir
Bénéficiant du prestige déjà très important de la maison d'Este, Azzolino fait son apparition sur la scène politique en 1195, après la mort de son grand-père Obizzo I. Dès cette année, il figure, comme témoin, sur des documents impériaux. En 1196, il est podestat de Ferrare, et de Padoue en 1199. 

## Luttes d'influence
Son grand-père, Obizzo I, avait recueilli l'héritage des Adelardi, faction ferraraise opposée aux Torelli. Après une période de proximité entre les deux familles, les premiers affrontements ont lieu en 1205 : Azzolino est alors podestat de Ferrare et il fait détruire, pour une raison inconnue, le château que possèdent les Torelli à Fratta sur le Pô. En 1206, le parti de Bonifacio di San Bonifacio, comte de Vérone, chassent les Montecchi et élisent Azzolino podestat. Les exilés, alliés à Ezzelino da Romano, se vengent en chassant Azzolino de Vérone en juin 1207. Ayant formé une alliance avec les San Bonifacio et Mantoue, Azzolino reprend Vérone et fait prisonnier Ezzelino. À partir de ce moment et jusqu'à leurs morts, Azzolino et les San Bonifacio exercent le pouvoir à Vérone.
En 1207-1208, puis à nouveau en 1210-1211 Azzolino est  podestat de Mantoue. En 1208, alors que les Salinguerra se rangent du côté d'Ezzelino, Azzolino les fait chasser de Ferrare et se fait élire podestat de la cité. La même année, allié à Crémone, Azzolino se porte au secours de Crémone et de Mantoue, mais les Salinguerra profitent de son absence pour rentrer à Ferrare. 

## Les relations avec l'Empire
L'arrivée dans la péninsule de l'empereur Otton IV, parent proche de la maison d'Este, calme momentanément les tensions et les ennemis d'hier, Salinguerra, Este et Ezzelino Da Romano font ensemble cortège à l'empereur lors de son voyage vers la Toscane et l'Ombrie (1209-1210). Otton, pressé de suppliques par les deux parties, finit par confirmer à Azzolino la possession de la marche d'Ancône, qui lui avait été concédée par le pape Innocent III en 1208. Les hostilités reprennent quand le pape excommunie Othon (1211). Azzolino, qui est alors podestat de Ferrare et de Mantoue, prend le parti papal et, aidé par les Crémonais, chasse de Vérone les Salinguerra et le vicaire impérial. Pour renforcer sa position, le Pape l'autorise à bâtir un château à Ferrare et lui fait donner la forteresse d'Argenta.

## Mariages et descendance

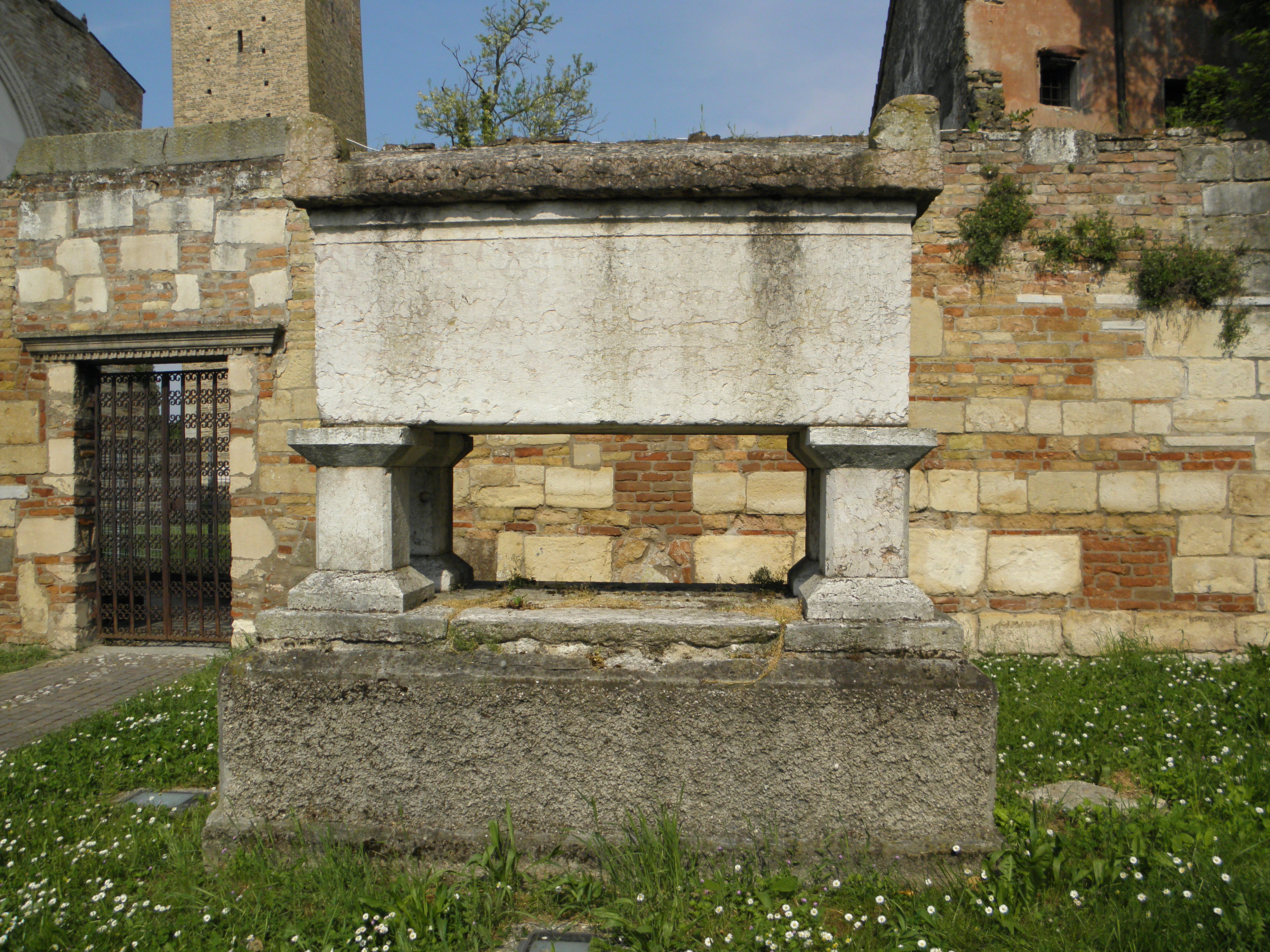
Le sarcophage contenant les restes de Azzo VI d'Este et de son épouse Alix de Châtillon sur la place à Badia Polesine.

Azzolino d'Este se serait marié trois fois. Sa première épouse appartient à la lignée comtale des Aldobrandini, et lui donne un fils, Aldobrandino. Il épouse ensuite, en secondes noces, Sophie (Sofia), fille d'Humbert III, comte de Savoie et en Maurienne, qui lui donne une fille, Béatrice. Louée pour sa beauté, elle fonde une communauté religieuse à Solarola, près de Padoue, où elle meurt en odeur de sainteté.
Il épouse en troisième noces, en 1204, Alix de Châtillon (Alisia), fille de Renaud de Châtillon, prince d'Antioche, qui lui donne Azzo et Costanza, et allie la famille D'Este aux grandes familles de l'Europe médiévale.
En novembre 1212, Azzolino décède brutalement. Son testament nomme pour héritiers ses fils Aldobrandino et Azzo. Ses filles reçoivent d'importantes donations. 
Il est enterré, comme ses prédécesseurs, au monastère de la Vangadizza (Badia Polesine).